# Carmen Martínez Perza
Carmen Martínez Perza (Sevilla, 1970) es una jueza española. Desde el 7 de diciembre de 2023 es la Delegada del Gobierno contra la Violencia de Género.

## Biografía
Martínez Perza se licenció en derecho por la Universidad de Sevilla, es experta universitaria en sistema y ejecución de penas y realizó el doctorado en Derecho Penal y Criminología en la Universidad Pablo de Olavide. Tiene formación en materia de Justicia Transnacional y Derechos Humanos (Consejo General del Poder Judicial) y en violencia contra las mujeres (Consejo General del Poder Judicial y Consejo de Europa).
Ejerció como abogada durante dos décadas  de 1995 a 2015 cuando accedió tras presentarse a una convocatoria. Como docente, ha sido profesora asociada de Derecho Constitucional en la Universidad Pablo de Olavide entre los años 2006 y 2007. Durante años ha trabajado en ONG de ayuda a personas con problemas de drogodependencia y exclusión social, especialmente en el ámbito penitenciario no solo como abogada, sino coordinando equipos e implantando programas de intervención con la gente en prisión, favoreciendo las alternativas a la prisión y la mediación penal.
Forma parte de la red de ong UNAD de atención a las adicciones desde 1993 cuando empezó como voluntaria. En la actualidad (2023) es vicepresidenta de la red que engloba a unas 200 organizaciones.

### Trayectoria como jueza
Tras dos décadas como abogada accedió a la carrera judicial. Su primer destino como titular fue en el Juzgado de Primera Instancia e Instrucción nº 2 de Figueras (2016-2017), posteriormente fue titular del Juzgado de Instrucción Juzgado de Instrucción nº 4 de Algeciras (2017-2021). Martínez Perza denunció desde allí la saturación de los juzgados de instrucción con macrocausas de narcotráfico y la precariedad por la falta de personal y el abandono institucional.
En marzo de 2021 pasó a ser titular del Juzgado de lo Penal nº 4 de Huelva.

### Delegada del Gobierno contra la Violencia de Género
El 7 de diciembre de 2023 fue nombrada Delegada del Gobierno contra la Violencia de Génerosustituyendo a la también jueza y política Victoria Rosell.
Martínez Perza es miembro de Juezas y Jueces para la Democraciay formó parte de la Comisión Penal de esta organización que analizó el proyecto de ley orgánica de Garantía Integral de la Libertad Sexual. Entre otras cuestiones, en sus intervenciones previas a la aprobación de la ley señaló su preocupación por el silencio de las víctimas. «¿Qué motiva el silencio? Este silencio guarda relación con la regulación que tenemos, no con que se castigue al delincuente, sino cómo está regulado, porque a la víctima no se la cree, se la culpabiliza, se la somete a un procedimiento largo en el que no se sienten apoyadas. Todo eso se llama victimización secundaria” ».